# 失われたメディア

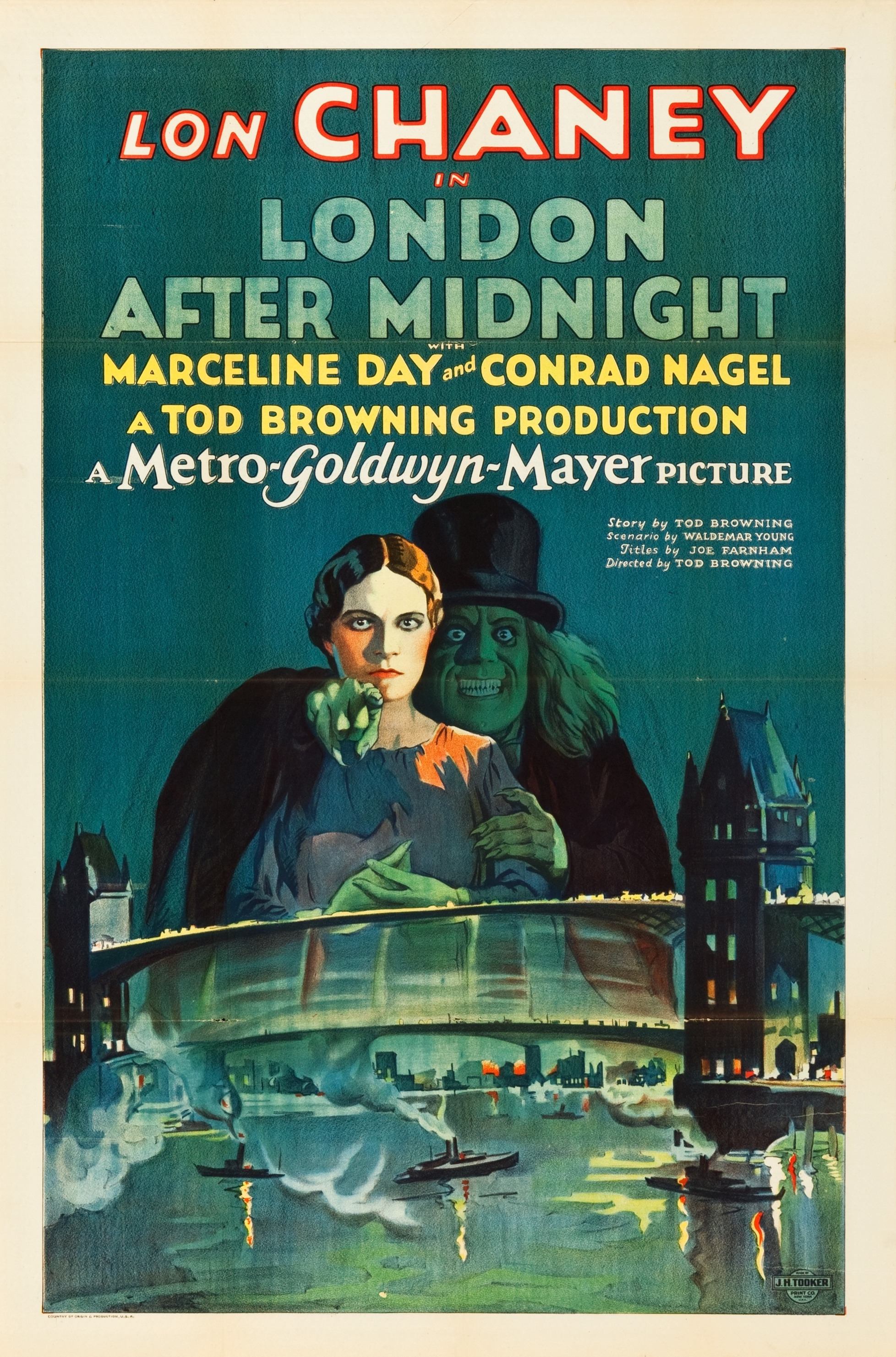
映画『真夜中のロンドン』の劇場公開ポスター。存在が確認された最後の映画フィルムが1965年MGM保管庫火災により失われた。

失われたメディアまたはロストメディア（英語: Lost Media）とは、所在や存在が確認できなかったり、公開されていないメディアのことを指す総称である。この単語は映画、テレビやラジオの放送、音楽、コンピュータゲームを指すことが多い。失われた美術品や逸文も当てはまる場合はあるが、これらの作品には失われた作品という単語が使われることが多い。
インターネット上の動画サイトが普及して以降、「失われたメディア」という単語はネット上での配信が行われていない作品を指す場合が増えてきた。特に磁気テープで記録されたテレビやラジオ番組といったメディアはテープの上書き（1970年代後半にホームメディアが台頭するまでは価値のないものと考えられていた）により失われたものが多い。中には現存するメディアもあるものの、アメリカ議会図書館や個人以外の所蔵が確認ができず、簡単に閲覧することができないものもある。2012年にダニエル・ウィルソンにより設立されたウィキサイト「ロストメディアウィキ」は未放映やマイナーなテレビ番組といった失われたメディアの他にCM、音楽、書籍、コンピューターゲームの捜索に力を入れている。
これ以上作品が失われることがないよう、アーカイブへの収蔵などの保存作業が行われている。北極圏ワールドアーカイブはその一つで、GitHubに掲載されているコードの保存庫として使用されている他、ブラジルやノルウェーの憲法などの各国や企業の資料が保存されている。

## 失われた映画
アメリカで制作されたサイレント映画の多くは失われたとされている。2013年にアメリカ議会図書館が行った調査によればアメリカ国内で制作されたサイレント映画の実に75%が完全に失われたと推測されている。マーティン・スコセッシ監督をはじめとする映画制作者たちによって設立された映画財団は2017年、「1950年以前に製作されたアメリカ映画の半分、1929年以前に製作された映画の90％以上が永遠に失われている」と主張した。 ドイツ・キネマテークは、サイレント映画の80～90％が消滅したと推定している。映画アーカイブ独自のリストには、3,500本以上の失われた映画が含まれている。

## 失われたテレビ番組
日本のテレビ放送の創成期においては大半が生放送だったことに加え、のちに導入された放送用のビデオテープは入手手段が国外からの輸入に限られていた上に、テープ自体が極めて高額だったため、何べんも上書きして使いまわしていた。
その後、NHKは1981年から番組の保存体系の確立を進め、一般視聴者から番組関係者、さらには博物館などに協力を呼びかけ、見つけた映像の再放送や上映会につなげた例もあった。たとえば、大河ドラマ第14作『風と雲と虹と』の場合、当初は総集編のみ現存と思われていたが、NHKの倉庫から全話分のテープが見つかり、DVD化につなげた。一般視聴者宅で録画映像が見つかった例としては『タイム・トラベラー』の最終回が該当する。また、複数の場所から見つかった例としては『草燃える』（全話）が該当する。
民間放送においても『ぽんぽこ物語』（1957年～1958年放送）や『同棲時代』（1973年）のように、所在不明となっていた番組の映像が見つかった例もある。テレビコマーシャルにおける例としては、2022年に北海道アーカイブセンターへ持ち込まれたフィルムから1960年前後にシバプロダクションが制作したテレビCMが含まれていたケースもあった。
日本国外のうち、イギリスではBBCが1967年から1978年にかけてアーカイブ番組を廃棄する方針をとった結果、テレビドラマ『ドクター・フー』の場合初期6シーズン（初代ドクター～2代目ドクター）の一部の回をはじめとする多くの番組が散逸した。また、韓国においては1990年代初期までビデオテープを再利用する放送局が多かったため、資料としての保存が容易ではなかった。
このような地域においても、失われた番組が見つかった例がある。たとえば、1993年にアメリカ合衆国で放送された漫画『美少女戦士セーラームーン』のパイロット版は過剰なアメリカナイズ故に不評を被り、そのままお蔵入りとなったが、のちにアメリカ議会図書館にフィルムが保管されていることが判明した。また、イギリスの音楽番組"Lift Off with Ayshea"の1972年6月放送分にはデビッド・ボウイがジギー・スターダストとしてデビューした時の映像が記録されていたものの、関係者のミスにより消去されてしまったが、のちにファンがベータテープに録画していた映像の存在が判明した。
人々の行動によって映像が散逸を免れた例もあり、たとえばアメリカ合衆国の元社会活動家のマリオン・ストークスが30年にわたり24時間体制でCNNをはじめとする複数のテレビ局によるニュース番組を録画し続けたことで知られており、本人の没後、映像はインターネットアーカイブに引き取られた。また、テレビドラマの場合、番組関係者が自分のかかわる番組を確認するために当時高価だった録画機器を購入したことで、のちに番組映像の発掘につながったケースもある。一方、引っ越しなどで録りためたビデオが不要になって廃棄してしまった例や、企業が廃業する際に保管していた映像の一部を廃棄しかけた例もあった。また、カラーテレビの普及度合いにかかわらず、録画環境の都合上モノクロ映像で残ってしまうケースもあった。
他方、これ以上映像が失われないようにする動きもある。オーストラリア国立の視聴覚アーカイブ機関は2015年に「デッドライン2025」というキャンペーンを展開し、このまま何もしなければ磁気テープは永久に失われてしまうという警鐘を鳴らした。また、日本脚本アーカイブズ推進コンソーシアムのように、映像以外の素材においても保存に向けた動きがある。

### 失われたラジオ番組
NHKがラジオ番組を始めたのは1925年であり、東条英機の「大詔を拝し奉りて」の演説（1941年12月8日）など、一部の番組はSPレコードとして残っている。とはいえ、NHKにおいてデータが残っていないラジオ番組も多く、テレビ番組と同様データの提供を呼び掛けている。

## 失われたビデオゲーム
デジタル配信を含むビデオゲームの多くはWiiショッピングチャンネルやVキャストネットワークのようなデジタルゲームストアが閉鎖されると存在が消されることが多い。例としてサイレントヒルシリーズで制作中止されたゲームのティーザー作品であった『P.T.』は配信開始から一年足らずでPlayStation Networkから撤去された。ゲームのファンは復活させようとしたが、コナミとの法的問題によりできなかった。またWii Uとニンテンドー3DSで配信されていたDodge Club PartyとDodge Club Pocketはそれぞれ2019年と2022年にニンテンドーeショップでの配信が終了し、コントロール問題により非公開となった。Google Playを始めとするアプリケーションストアも頻繁にアプリやゲームの配信を停止することで知られ、これらの多くは再配信されることなく失われる。
また、実行ファイルはあってもソースコードを喪失することより他プラットフォームへの展開ができなくなり、将来的に遊びにくくなってしまう危惧もある。たとえば同人ゲーム『東方紅魔郷』は元々Windows XP向けに開発されており、数世代後のWindows 10では標準では正常に動作しないことからSteamでの配信ができず、原作者のZUNはexeの作り直しを解決策として挙げているもののソースコードがないのでそれもできないとWeb番組「2軒目から始まるラジオ」で語っている。
他方、ゲーム会社においては1980年代から1990年代のコンピュータゲームの資料の廃棄や散逸が問題視されていた。たとえばバンダイナムコスタジオの場合、前身であるナムコの業容拡大によって資料保存のルールが希薄化したことに加え、移転を繰り返すうちに資料が散逸したほか、過去の資料に対する価値観の違いから、初期のヒット作であっても資料が適切に保管されていなかった。このような作品の一つである『バラデューク』の開発スタッフが資料を探しに来たことがきっかけで実態が明らかになり、社史編纂を専門とする出版社の協力の元、「ナムコ開発資料アーカイブプロジェクト」が立ち上げられ、整理や資料の保全がすすめられた。会社の事業撤退や解散によって資料が散逸した例もあった。たとえばPlayStation 2 用ソフト『トリガーハート エグゼリカ エンハンスド』の場合、企画から発売までを手掛けたアルケミストが既に解散していたことに加え、原作の開発者や権利者の手元にもソースコードやリソースデータが残っておらず、他機種への移植が厳しい状態だった。アルケミストの元スタッフの情報をもとに広報用データを見つけ、それをもとにNintendo Switchへ移植した。
ソフトの復刻に際しては、製品版のディスク以外にも資料が必要である。また、媒体の記憶容量に合わせて開発データを軽量化させる必要があるため、開発時の素材が見つかっても後世の機種の解像度では小さすぎてアップスケーリングが必要なこともある。
ソフトメーカーとは別にビデオゲーム（および関連資料）の発掘や保護を行う者もおり、彼らの活動が復刻への足掛かりとなった例もあった。たとえば開発中止となったアーケードゲーム『時計じかけのアクワリオ』の場合、ドイツのパブリッシャー・Strictly Limited Gamesの協力により、2021年に家庭用ゲーム機用ソフトとして発売された。また、PC-8800シリーズ用ソフト『3156コロコロ』はパッケージ製品として世に送り出されることはなかったものの、のちにGaming Alexandraの編集者が雑誌「ログイン」に掲載されていたソースコードを基に復元させた。

### 失われたアーケードゲーム

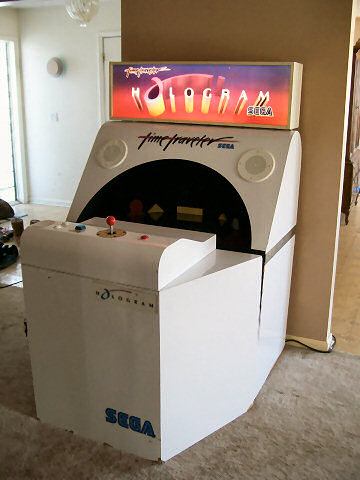
レーザーディスクゲームの一種であるホログラム筐体

業務用のビデオゲームでは、1986年までは、メーカーや基板によって独自のハーネスが用いられていたため、後々基板が見つかっても専用のハーネスが見つからないという事態もあった。また、1980年代に流行したレーザーディスクゲームの場合、基板だけでなく専用のプレイヤーが必要であることに加え、媒体であるレーザーディスクの経年劣化も相まって、簡単に遊べるものではなくなってしまった。たとえば、1985年に稼働した『宇宙戦艦ヤマト』の場合、タイトー側には基板や実機が現存しておらず、Nintendo Switch用ソフト『タイトー LDゲームコレクション』への収録に際しては、外部の協力を得て社内に残っていたROMや基板の回路図を基にHDリマスター版を作り上げた。

## 失われた電子データ
頻繁に最近のファイルフォーマットへデータ移行されないデータは失われる危険にある。これは陳腐化した古いフォーマットのファイルが新たに開発されたシステムや技術に対応できず、時の経過と共に壊れ、結果としてデータを開けることができなくなるからである。また、元のハードウェアが壊れていた場合電子データの保存にはシステムの解読用のエミュレータを要することとなり、それがより保存作業を複雑化させている現状もある。ただし、 元データを長時間にわたるリバースエンジニアリングの末復旧と解読をすることが可能な場合もある。

### 失われたネットメディア
ライブ動画配信サービスやブログ記事といったネット上に発表されたメディアはサイト自体の閉鎖や、アーカイブされることなく作成者などに削除されるといったことから特に失われる危険が高い。

## 失われた音楽

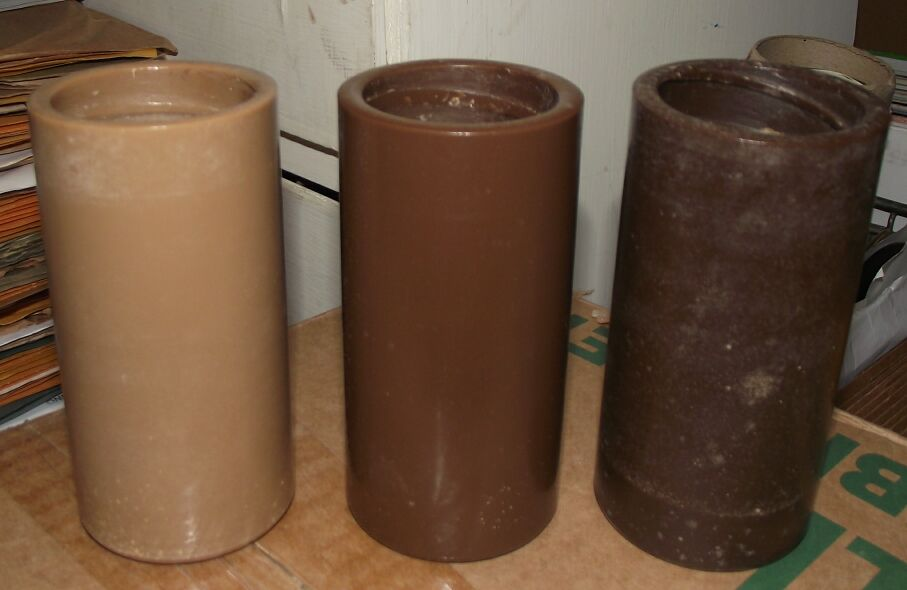
様々な蝋管

アメリカ議会図書館は19世紀後半から20世紀初期の音源の大半が喪失してるとみている。たとえばノース・アメリカン・フォノグラフが1889年から1894年までの間に製造してきた蝋管3000本のうち、2023年時点において全米録音資料保存委員会の管理下にあるのは2%しかない。
一方、レコード会社では音源の保存に注意が払われている。岩田はザ・ビートルズの元プロデューサーであるジョージ・マーティンから聞いた話として、バンドのマスターテープは劣化を防ぐため温度・湿度を最適に保ち、耐火状態で厳重に保管していると説明している。
とはいえ、事故などで音源が喪失した例もあった。たとえば、2008年6月にユニバーサル・スタジオ・ハリウッドで起きた火災によって、約50万曲分のマスターテープが焼失した。同社は焼失した音源の主を明確化し、重要度別に仕分けしたうえで別の場所に保管してあった音源からリカバリーを試みたが、金銭上の都合により不可能だと判断し、数年で中止した。また、ユニバーサルはこの火災についてミュージシャンたちに周知しておらず、新聞記事で火災を知った一部のミュージシャンから訴えられた。音楽評論家の岩田由記夫は焼失したマスターテープの中にはデジタル化済みのものもあったかもしれないとしつつも、リマスタリングができなくなってしまったと指摘する。
他方、失われたと思われた音源が見つかった例もあった。たとえば、中森明菜による『ハロー・メリー・ルー』は1988年に放送されたテレビCMで用いられたものの、公式音源として発売されてこなかった。CMの放送から36年後の2024年、オリジナルのマルチチャンネルマスターテープが見つかり、中森のベストアルバム『ベスト・コレクション 〜ラブ・ソングス&ポップ・ソングス〜』（CD版）の特典として収録された。
また、マスター音源がすでに喪失または散逸している場合、別の音源を基に復元した例もあった。たとえば、近衞秀麿が指揮した『交響曲第5番 運命』の場合、マスターテープがすでに紛失していることから、1962年に刊行された『世界音楽全集』のフォノシートを基にCD化された。また、ジョン・コルトレーンの『ザ・ロスト・アルバム』は1963年に収録が行われたもののお蔵入りとなり、マスターテープはインパルス!レコードから親会社のABCパラマウント・レコードに移管されたものの、本人の没後にマスターテープの所在が分からなくなってしまった。それから40年近く後の2005年、ニューヨークのマンハッタンにて行われたジャズミュージシャンたちの遺品オークションにて詳細不明のテープが見つかり、のちにコルトレーン本人がエンジニアのルディ・ヴァン・ゲルダーから受け取った演奏確認用のリファレンス・テープであることが判明した。そして、遺族とレコード会社の協議の末、このテープは2018年にアルバムとして発売された。

### ロストウェイヴ
Lostwave（ロストウェイヴ、もしくはロストウェーブ）とは、作者や出所が不明な曲に対して使われるインターネット用語である。 有名な未知の曲には、ドイツのラジオ放送から録音された1980年代に作詞作曲されたと見られる曲「インターネット上で最も不思議な曲」や、1999年頃に録音された1980年代か1990年代に作られた曲の17秒間の断片「Ulterior Motives (Everyone Knows That)」、とある日本のネットユーザが1990年代前半頃、秋葉原の店で購入したカセットテープに録音されていた正体不明の楽曲の情報を募る為、2000年代半ばに2ちゃんねるのオカルト板やニコニコ動画に音源を投稿し、情報提供を呼びかけたが、現在でもいつどこで誰が作詞作曲歌唱したのか一切の情報が不明な日本語の楽曲の通称「秋葉原の店で購入したカセットテープに録音されていた曲」などがある。